# Rumeni blatnik
Rumeni blatnik (znanstveno ime Nuphar luteum) je vrsta blatnikov z rumenim cvetom, ki raste v jezerih, ribnikih in počasi tekočih rekah po vsej Sloveniji. Rastlina vsako leto odmre in naslednjo pomlad zopet požene iz svojih korenin. To zelnato trajnico gojijo zaradi kroglastih cvetov in lepih, na vodi plavajočih listov. Uspeva na senčnih in sončnih mestih ter v stoječih ali tekočih vodah. Pogosto jo zasadijo namesto lokvanjev v vodi, kjer bolj zahtevni lokvanji ne morejo uspevati. 